# Rodrigo Batata
Rodrigo Batata (Curitiba, 10 september 1977) is een voormalig Braziliaans voetballer.

## Carrière
Rodrigo Batata speelde tussen 1994 en 2005 voor Paraná, Yokohama Flügels, Paris Saint-Germain, Portimonense, Malutrom, Paulista, Coritiba en Puebla.